# István Nagy (piłkarz)
István Nagy (ur. 14 kwietnia 1939 w Budapeszcie, zm. 22 października 1999) – węgierski piłkarz, pomocnik. Brązowy medalista ME 64.
Początkowo występował w Kistext SE (1957-1958), jednak profesjonalnie grał w budapeszteńskim MTK (1958–1967) oraz Budapesti Spartacus SC (1968–1974). W reprezentacji Węgier zagrał 22 razy. Debiutował w 1961, ostatni raz zagrał w 1967. Podczas MŚ 66 wystąpił w dwóch spotkaniach Węgrów w turnieju, wcześniej znajdował się w kadrze na MŚ 62.